# Computer Controlled Acoustic Instruments Pt2
Albums de Aphex Twin
Syro
(2014) Orphaned Deejay Selek 2006-08
(2015)
Computer Controlled Acoustic Instruments pt2 est un EP du musicien de musique électronique Richard D. James, publié sous le pseudonyme d'Aphex Twin le 23 janvier 2015 sur le label Warp Records.

## Sortie
La sortie de Computer Controlled Acoustic Instruments pt2 a été annoncée le 9 janvier 2015 sur le site officiel du label. Cet EP a été publié dans le monde entier le 23 janvier 2015 dans différents formats : vinyle, CD et téléchargement numérique (MP3, WAV et FLAC). Un mix alternatif du morceau d'ouverture "Diskhat ALL Prepared1mixed [snr2mix]" a été proposé à l'écoute et au téléchargement le 22 janvier 2015 sur le compte Soundcloud officiel de Richard D. James. Il est conçu comme une suite de son cinquième album studio, Drukqs (2001).

## Liste des morceaux
Toutes les chansons sont écrites et composées par Richard D James.
| Computer controlled acoustic instruments Pt2 | Computer controlled acoustic instruments Pt2 | Computer controlled acoustic instruments Pt2 | Computer controlled acoustic instruments Pt2 | Computer controlled acoustic instruments Pt2 | Computer controlled acoustic instruments Pt2 | Computer controlled acoustic instruments Pt2 | Computer controlled acoustic instruments Pt2 | Computer controlled acoustic instruments Pt2 | Computer controlled acoustic instruments Pt2 |
| No                                           | Titre                                        | Durée                                        |                                              |                                              |                                              |                                              |                                              |                                              |                                              |
| -------------------------------------------- | -------------------------------------------- | -------------------------------------------- | -------------------------------------------- | -------------------------------------------- | -------------------------------------------- | -------------------------------------------- | -------------------------------------------- | -------------------------------------------- | -------------------------------------------- |
| 1.                                           | fg                                           | 2:55                                         |                                              |                                              |                                              |                                              |                                              |                                              |                                              |
| 2.                                           | snar2                                        | 0:20                                         |                                              |                                              |                                              |                                              |                                              |                                              |                                              |
| 3.                                           | diskhat1                                     | 2:26                                         |                                              |                                              |                                              |                                              |                                              |                                              |                                              |
| 4.                                           | piano un1 arpej                              | 0:50                                         |                                              |                                              |                                              |                                              |                                              |                                              |                                              |
| 5.                                           | DISKPREPT4                                   | 1:53                                         |                                              |                                              |                                              |                                              |                                              |                                              |                                              |
| 6.                                           | hat 2b 2012b                                 | 1:25                                         |                                              |                                              |                                              |                                              |                                              |                                              |                                              |
| 7.                                           | disk aud1_12                                 | 0:09                                         |                                              |                                              |                                              |                                              |                                              |                                              |                                              |
| 8.                                           | 0035 1-Audio                                 | 0:27                                         |                                              |                                              |                                              |                                              |                                              |                                              |                                              |
| 9.                                           | disk prep calrec2 barn dance [slo]           | 4:22                                         |                                              |                                              |                                              |                                              |                                              |                                              |                                              |
| 10.                                          | DISKPREPT1                                   | 3:30                                         |                                              |                                              |                                              |                                              |                                              |                                              |                                              |
| 11.                                          | diskhat2                                     | 0:38                                         |                                              |                                              |                                              |                                              |                                              |                                              |                                              |
| 12.                                          | piano un10 it happened                       | 1:48                                         |                                              |                                              |                                              |                                              |                                              |                                              |                                              |
| 13.                                          | hat5c 0001 rec-4                             | 4:46                                         |                                              |                                              |                                              |                                              |                                              |                                              |                                              |
| 27:59                                        |                                              |                                              |                                              |                                              |                                              |                                              |                                              |                                              |                                              |

La durée des morceaux est valable aussi bien pour le CD, le téléchargement et le vinyl (joué en position 33 tours).